# Liste von Entgiftungsmitteln gemäß den Kennblättern fremden Geräts D 50/10

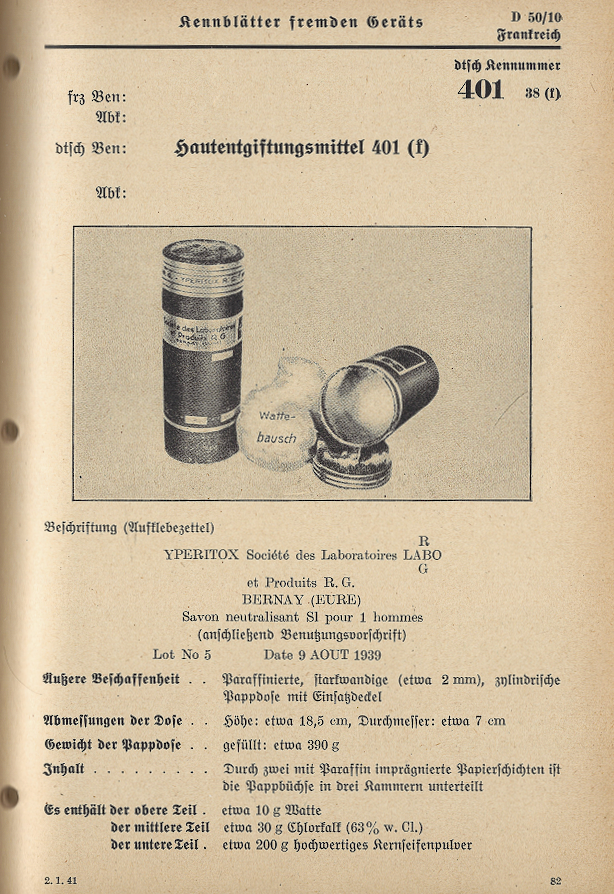
Kennblattbeispiel zu
D 50/10 Nr 401 38 (f)

In dieser Liste von Entgiftungsmitteln gemäß den Kennblättern fremden Geräts D 50/10 werden Mittel zu Dekontamination aufgeführt, die vom Heereswaffenamt verzeichnet wurden.
Nachfolgend ein Überblick/Auszug zur offiziellen Dokumentation Kennblätter fremden Geräts D 50/10: Gasschutzgerät.

## Hinweise zur Liste
Aufbau der Tabelle
Untenstehende Tabelle führt folgenden Spalteninhalte:
- dtsch. Kennnr. (deutsche Kenn-Nummer), dies entspricht dem Originalindex in den Kopfzeilen der Kennblätter mit Kennnummer, Stoffgebietenummer und Beutezeichen.
- Abk. dtsch. Ben. (Abkürzung deutsche Benennung), Originalbezeichnung entnommen aus der fünften Zeile der Kennblätter.
- Landesbez. nach HWA (Heereswaffenamt), Originalangaben entnommen aus der ersten Zeile der Kennblätter.
- Bild, eine Bildauswahl aus Wikipedia für dieses Objekt.
- Bemerkungen, Hier werden Links zu bereits existierenden Wikipedia-Artikeln eingetragen.

 Info: Die in der Tabelle angegebenen Originaleinträge sollen nicht geändert werden, weil diese den Angaben aus den Kennblättern entsprechen. Nach neuerem Forschungsstand sind teilweise Errata in den Kennblättern erkannt worden. Diese werden unten im Abschnitt Anmerkungen jeweils zur Kenn-Nummer erläutert. Die Wikilinks in den runden Klammern sollten das Lemma der entsprechenden Artikel in Wikipedia enthalten.

## Tabellarische Übersicht
| dtsch. Kennr. | Abk. dtsch. Ben.                       | Landesbez.nach HWA (Wikipedia-Artikel) | Bild | Bemerkungen |
| ------------- | -------------------------------------- | -------------------------------------- | ---- | --- |
| 201 38 (f)    | Chlorkalkkapsel 201 (f)                | in D. 50/10 keine Angabe               |      | braune Kunststoffhülle mit Schraubdeckelverschluss, Inhalt: vier gelbliche Kunststoffkapseln mit Chlorkalk                                                                   |
| 251 38 (h)    | Entgiftungsstoff-Trommel 251 (h)       | in D. 50/10 keine Angabe               |      | große, zylindrische, schwarze Eisenblechtrommel mit technischen Chlorkalk mit 30–35 % wirksamen Chlor und 3–5 % Wasser                                                       |
| 252 38 (f)    | Entgiftungsmittel 252 (f)              | in D. 50/10 keine Angabe               |      | 2 zylindrische Eisenblechbüchsen mit Kappendeckel, Inhalt Büchse 1: Chlorkalk (50 g) Inhalt Büchse 2: Metalltube mit schwarzer Paste (Paraffin und teerähnlicher Salbe (40g) |
| 252 38 (h)    | Entgiftungsstoff-Trommel 251 (h)       | in D. 50/10 keine Angabe               |      | kleine, zylindrische, schwarze Eisenblechtrommel mit technischen Chlorkalk mit 30–35 % wirksamen Chlor und 3–5 % Wasser                                                      |
| 253 38 (e)    | Entgiftungsstoff 253 (e)               | Bleaching powder                       |      | zylindrische, messingfarbige Blechbüchse, Inhalt der Blechbüchse: 1,1 kg Chlorkalk mit 30 % Chlor                                                                            |
| 253 38 (f)    | Entgiftungssalbe 253 (f)               | in D. 50/10 keine Angabe               |      | dunkelbraune, zylindrische Weithalsglasdose, Inhalt: bräunliche, salzsäurehaltige Salbe aus zersetztem Dichloramin und einer Mischung aus Paraffin und Erdöldestillat        |
| 401 38 (e)    | Hautentgiftungssalbe 401 (e)           | Ointment, anti-gas, No 1               |      | Blechbüchse mit Eindrückdeckel, Inhalt: grauweiße Chlorkalk- Salbe mit etwa 15,9 % Chlor                                                                                     |
| 401 38 (f)    | Hautentgiftungsmittel 401 (f)          | in D. 50/10 keine Angabe               |      | parafinierte, starkwandige, zylindrische Pappdose, Inhalt in drei Kammern: 10 g Watte 30 g Chlorkalk (63 % Chlor) 200 g Kernseifenpulver                                     |
| 402 38 (e)    | Hautentgiftungssalbe 402 (e)           | Ointment, anti-gas, No 2               |      | Glasdose in Sammelpackung, weiße Chloraminsalbe mit etwa 7,5 % Chlor |
| 433 38 (r)    | Pferdeentgiftungsmittelpackung 433 (r) | Ointment, anti-gas, No 2               |      | zur Entgiftung von Pferden, Papiertüten mit technischem Chlorkalk |
| 700 38 (f)    | Permanganatpaste 700 (f)               | in D. 50/10 keine Angabe               |      | violett gefärbte Paste, aus anorganischer Salbengrundlage und 45 % Wasser |
| 923 38 (f)    | Vermorelfüllung 923 (f)                | in D. 50/10 keine Angabe               |      | |